# Saint-Marcel-de-Careiret
Saint-Marcel-de-Careiret település Franciaországban, Gard megyében. Lakosainak száma 873 fő (2022. január 1.). Saint-Marcel-de-Careiret Cavillargues, Sabran, Saint-André-d’Olérargues, Saint-Laurent-la-Vernède és Verfeuil községekkel határos.

## Népesség
A település népessége az elmúlt években az alábbi módon változott:
| Lakosok száma | 314  | 461  | 554  | 676  | 834  | 841  | 845  | 861  | 867  | 873  |
|               | 1968 | 1982 | 1990 | 2006 | 2013 | 2015 | 2017 | 2019 | 2020 | 2022 |